# Nordiska Galleriet

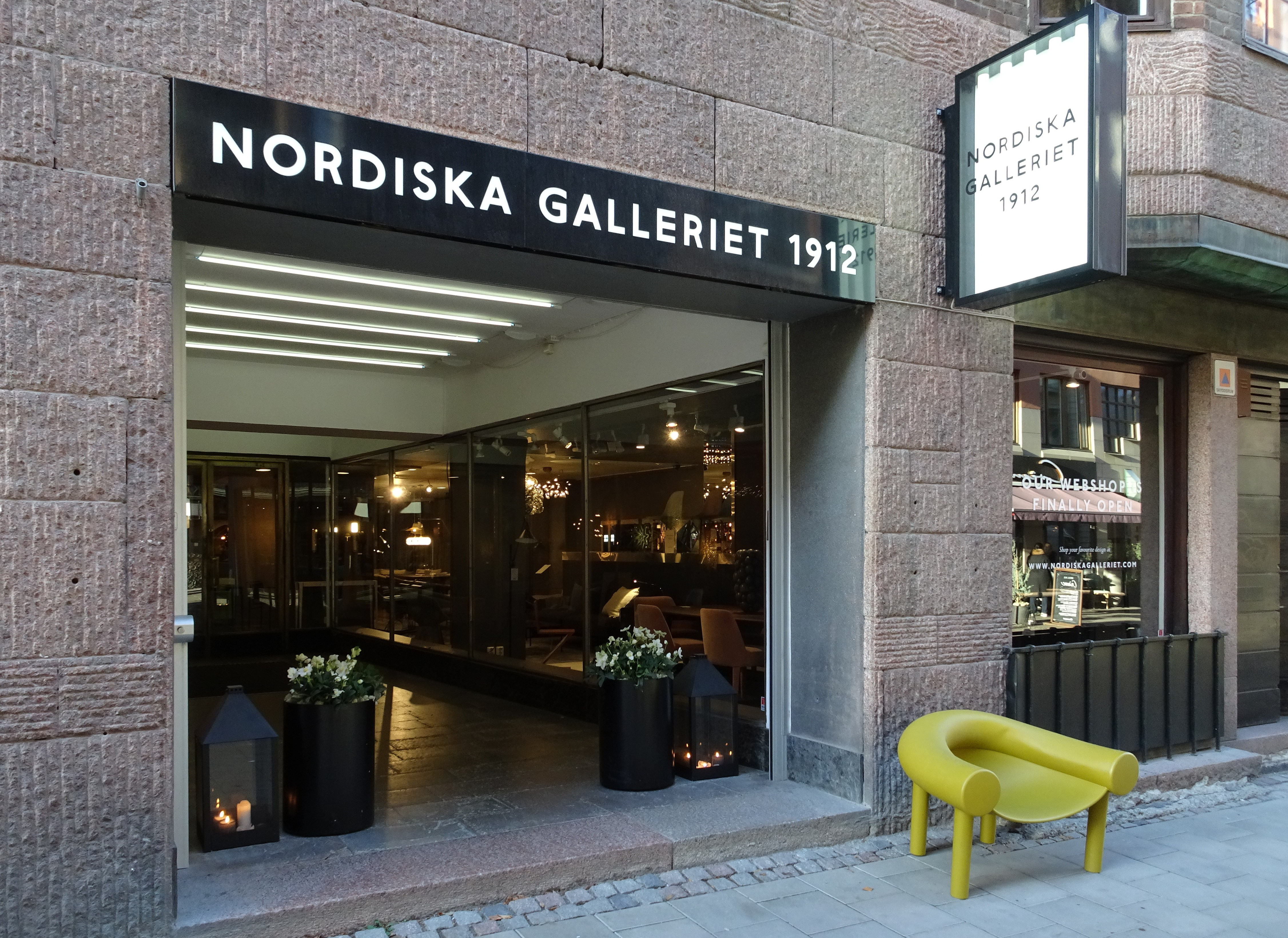
Nordiska Galleriets entré, 2017.

Nordiska Galleriet är en butik för exklusiva möbler och inredningsdetaljer som öppnade 1933 i fastigheten Riddaren 17 vid Nybrogatan 11 på Östermalm i Stockholm.

## Historia

### Auktionshallen och Bilutställningen

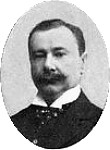
A. Andersson.

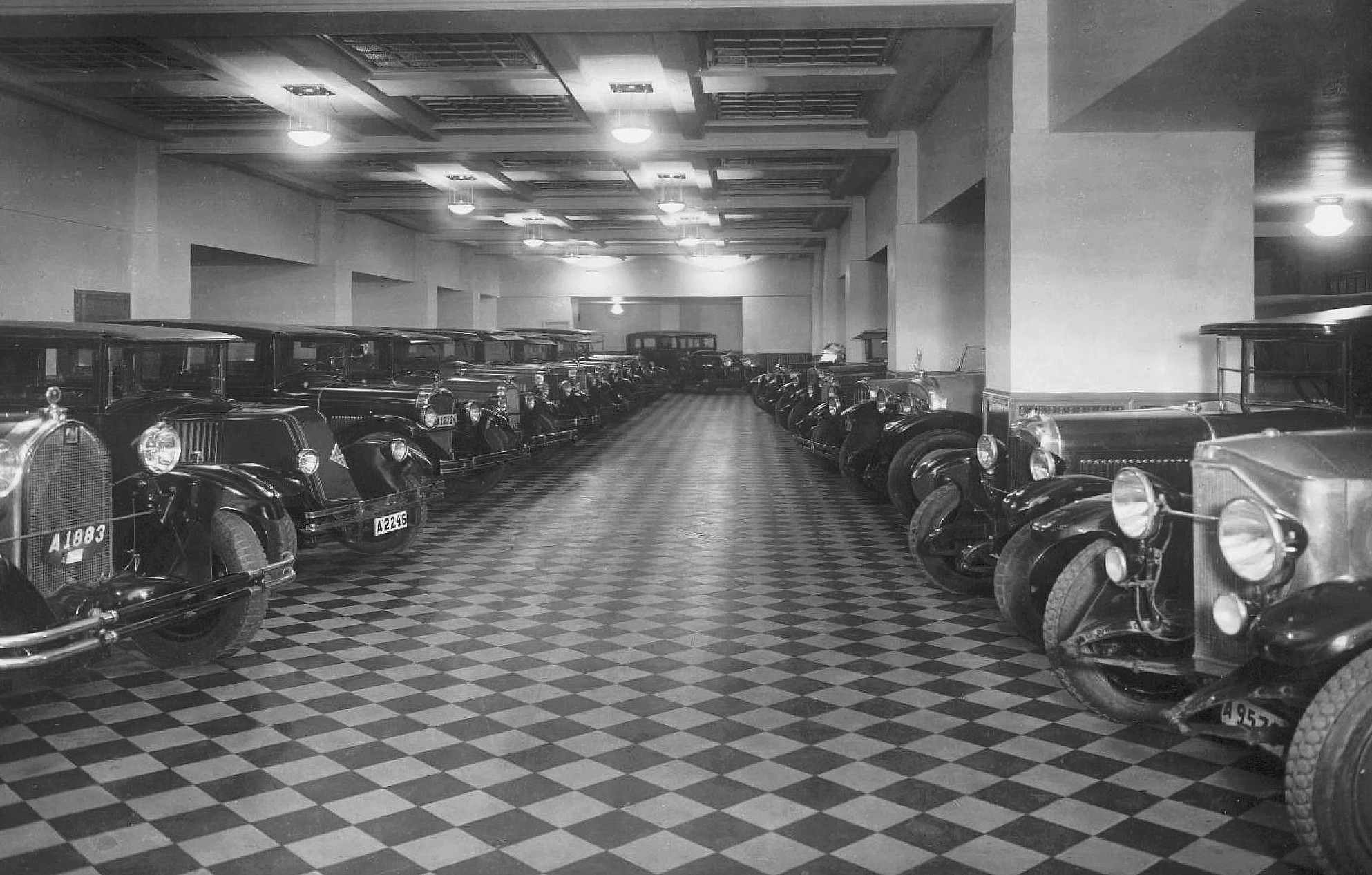
Auktionshallen / Bilutställningen, 1920.

Skaparen bakom det som skulle bli Nordiska Galleriet var affärsmannen Anders Andersson (1859-1929), en bondpojke från Skåne som blev förmögen genom sitt företag Havanna-Magasinet som handlade med kubanska cigarrer. Mellan 1903 och 1904 var han Kubas konsul i Stockholm, varpå han titulerade sig "konsul". När han den 1 januari 1913 sålde sin verksamhet till AB Förenade Svenska Tobaksfabriker fick han en generös kompensation. 
År 1912 lät han bygga den påkostade fastigheten Riddaren 17 i hörnet Riddargatan / Nybrogatan vars arkitekt var Cyrillus Johansson. Andersson och familjen flyttade själv in i en av husets paradvåningar. På bottenplanet anordnades butikslokaler med en stor utställningshall som sträcker sig in under bakgården. Här prövade Anders Andersson olika affärsidéer: Auktionshallen som drev auktionshandel med konst och antika möbler och AB Bilutställningen som sålde begagnade bilar i Auktionshallen. I hörnlokalen öppnade han 1922 en affär för damunderkläder som han gav namnet Twilfit efter sin brittiska huvudleverantör för korsetter och bysthållare.

### Nordiska Galleriet

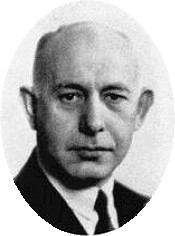
C-O Heigard.

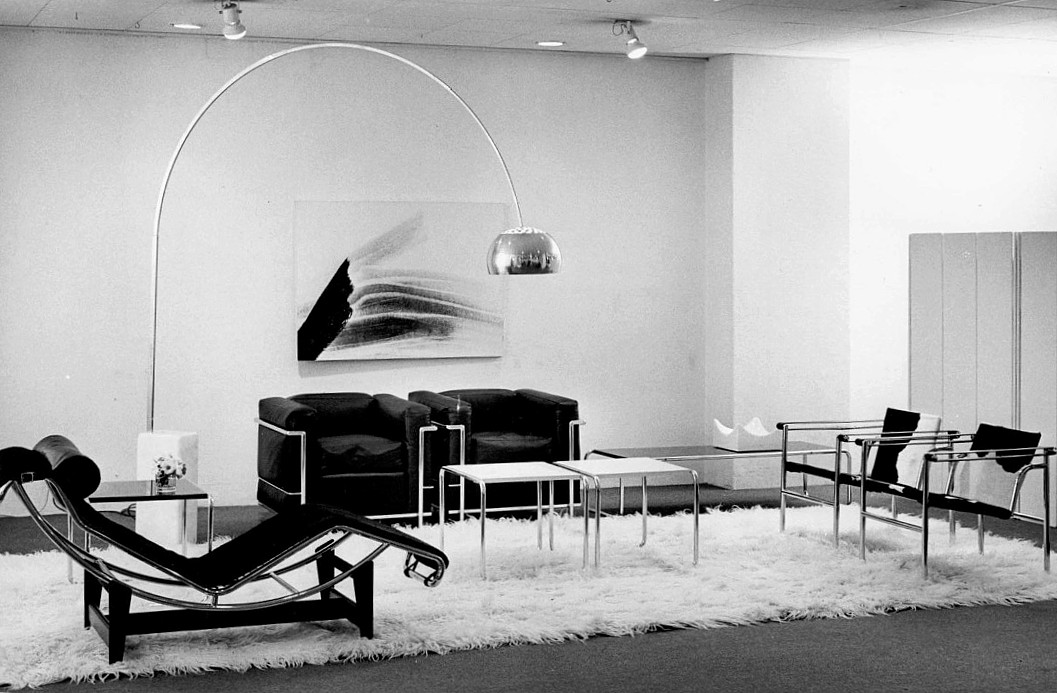
Nordiska Galleriet, 1960-tal.

Efter Anderssons död 1929 tog systersonen Carl-Otto Heigard (1890-1942) över företaget. Heigard föddes i Skegrie församling, hade examen från Frans Schartaus Handelsinstitut och var diplomerad från Handelshögskolan i Stockholm. Han avvecklade bilförsäljningen och kompletterade möbelbutiken med att konstgalleri. Verksamheten fick heta ”Nordiska Galleriet” och registrerades 1933 som aktiebolag. Han var samtidigt ägare till Twilfit som han behöll kvar.
På 1940-talet övertogs verksamheten av den äldre sonen Carl-Magnus Heigard (född 1923) som förnyade affärskonceptet genom att lansera ”den danska eran” i en speciell dansk avdelning. Man utställde och sålde möbler av formgivare som Hans J. Wegner, Finn Juhl och Jørgen Høj. Den senare skapade 1954 Nordiska Galleriets strama logotyp, som användes fram till 2017. Høj anlitades även av grannen Twilfit att gestalta deras logotyp. Satsningen på kvalitetsmöbler i modern design fortsatte under 1960- och 1970-talen. I slutet av 1970-talet presenteras en utställning där paret Charles och Ray Eames lanserade sina möbler i Sverige.
År 1982 överlät Carl-Magnus Heigard Nordiska Galleriet till sin tidigare butikschef Anders Carnerud. I samband med en ombyggnad på 1990-talet togs det ursprungliga svart-vit rutiga stengolvet fram som syns på ett fotografi visande bilutställningen. År 2004 sålde Carnerud rörelsen till Olle Heigard (född 1952) och hans hustru Susanne. Olle Heigard är barnbarn till Carl-Otto Heigard, företagets grundare och hade då just sålt familjeföretaget Twilfit. Han fortsatte med det tidigare affärskonceptet att sälja produkter av kända formgivare och modern design i butiken på Nybrogatan 11. År 2011 öppnade en ny avdelning med egen ingång från Riddargatan 7, kallad Republic of Fritz Hansen med möbler av företaget Fritz Hansen. 
År 2016 förvärvades Nordiska Galleriet av företagarfamiljen Söderberg, Per-Olof Söderberg med sonen Axel Söderberg samt Katarina Waldenström. Per-Olof Söderberg är son till en av grundarna till börsföretaget Ratos. Axel Söderberg övertog rollen som arbetande styrelseordförande. År 2017 lanserades firmans nya logotyp: ”NORDISKA GALLERIET 1912”. Årtalet skall påminna om husets byggnadsår  när Anders Andersson började med sin verksamhet på Nybrogatan 11. Nordiska Galleriet omsätter cirka 60 miljoner kronor årligen.

## Bilder

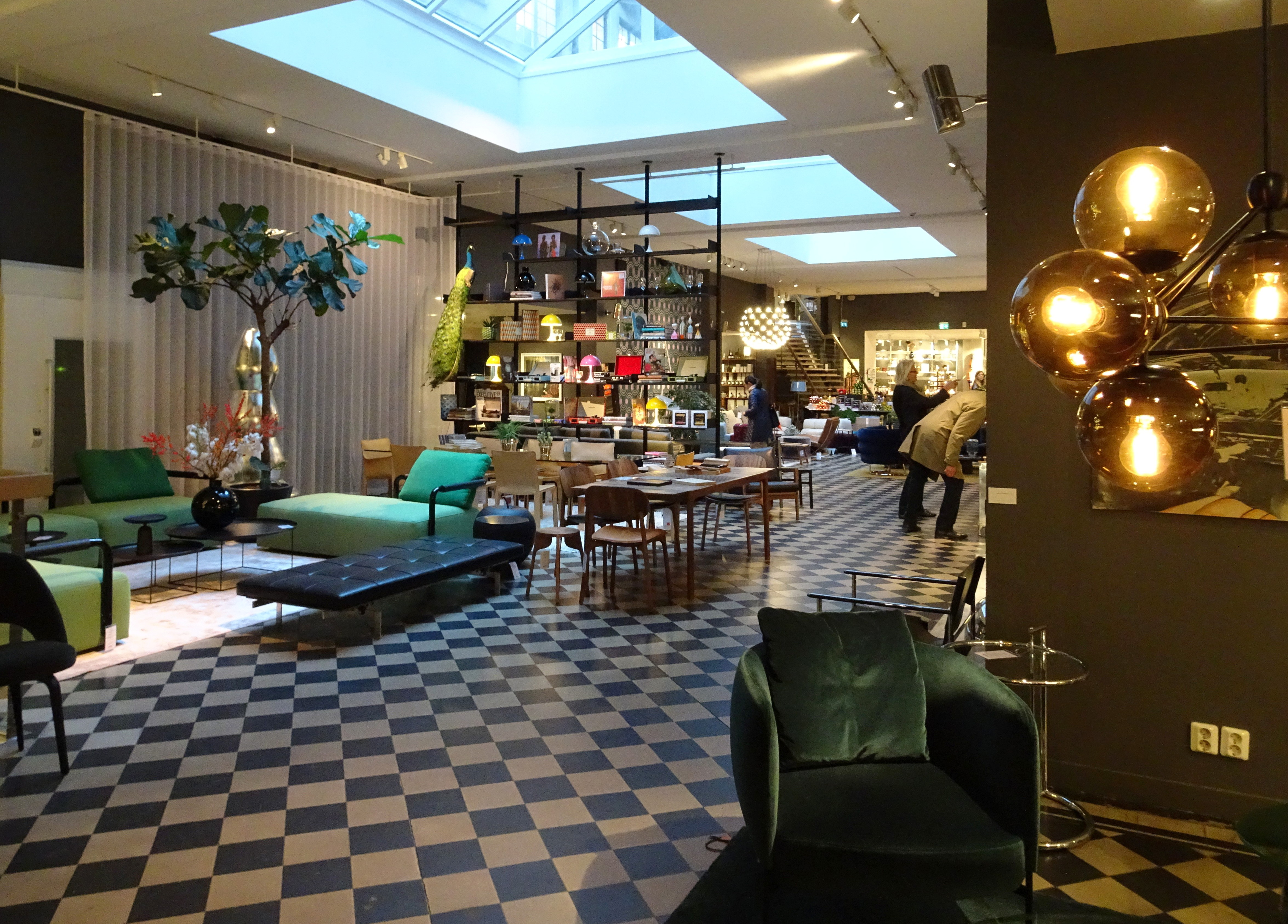
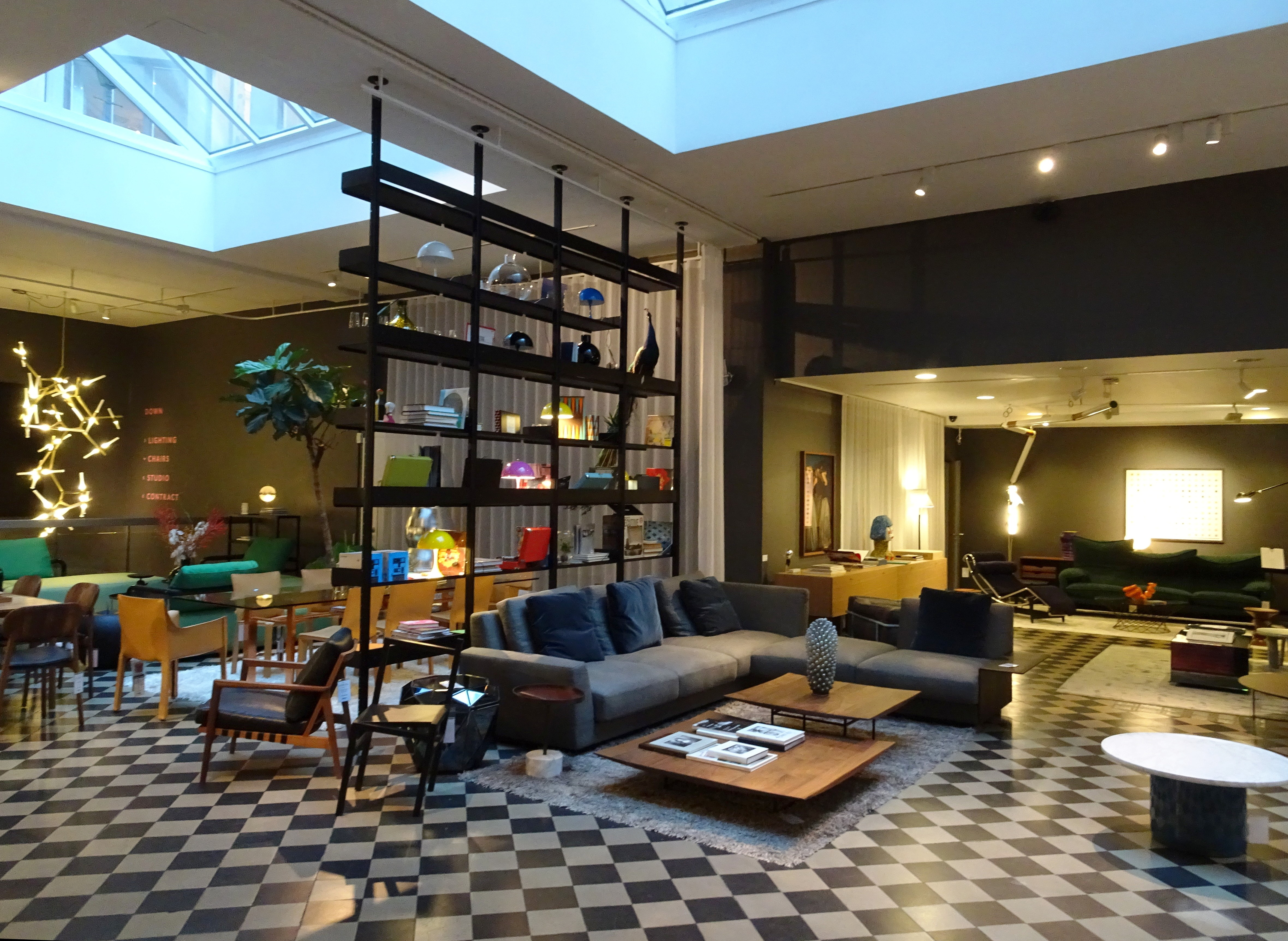
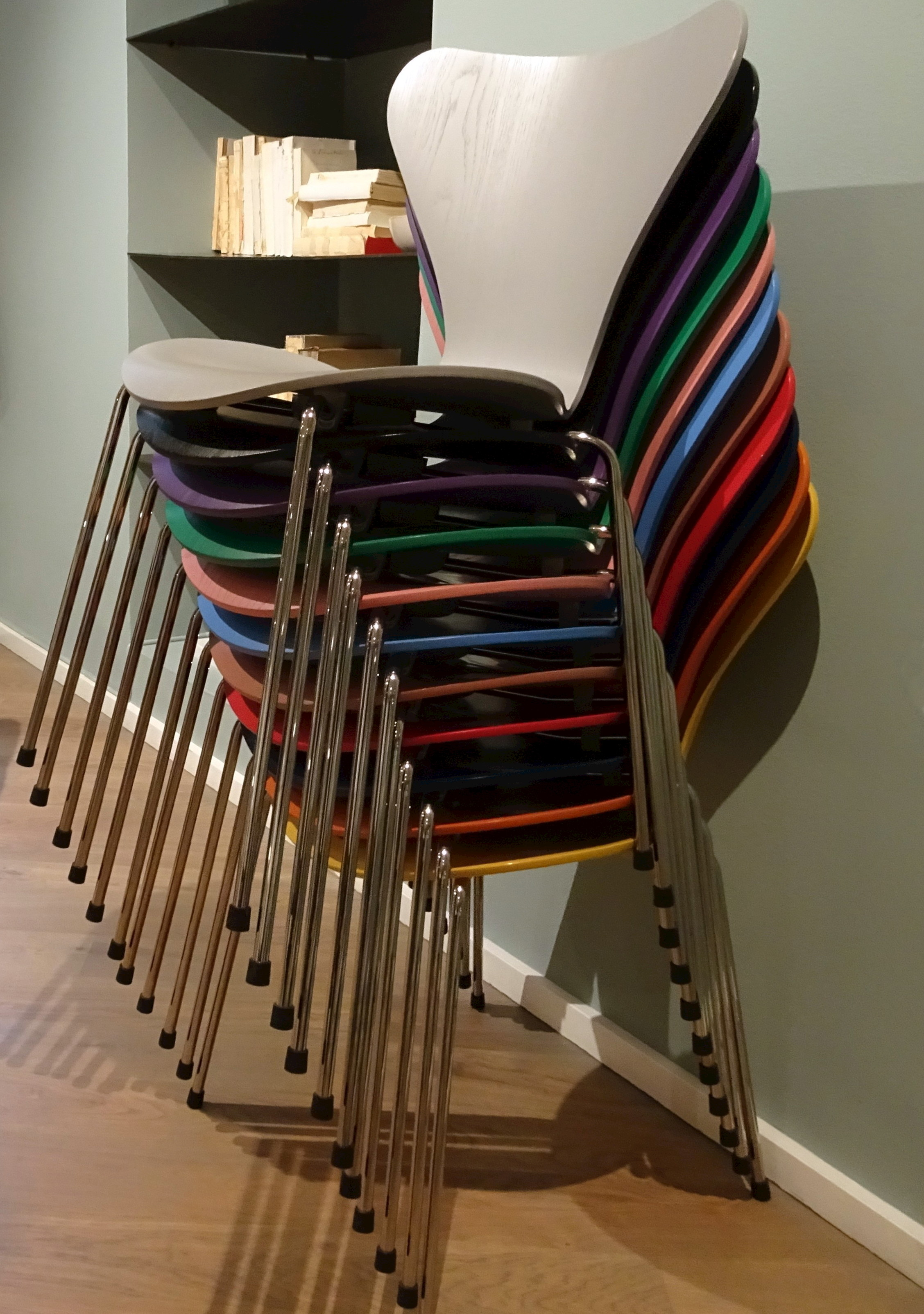
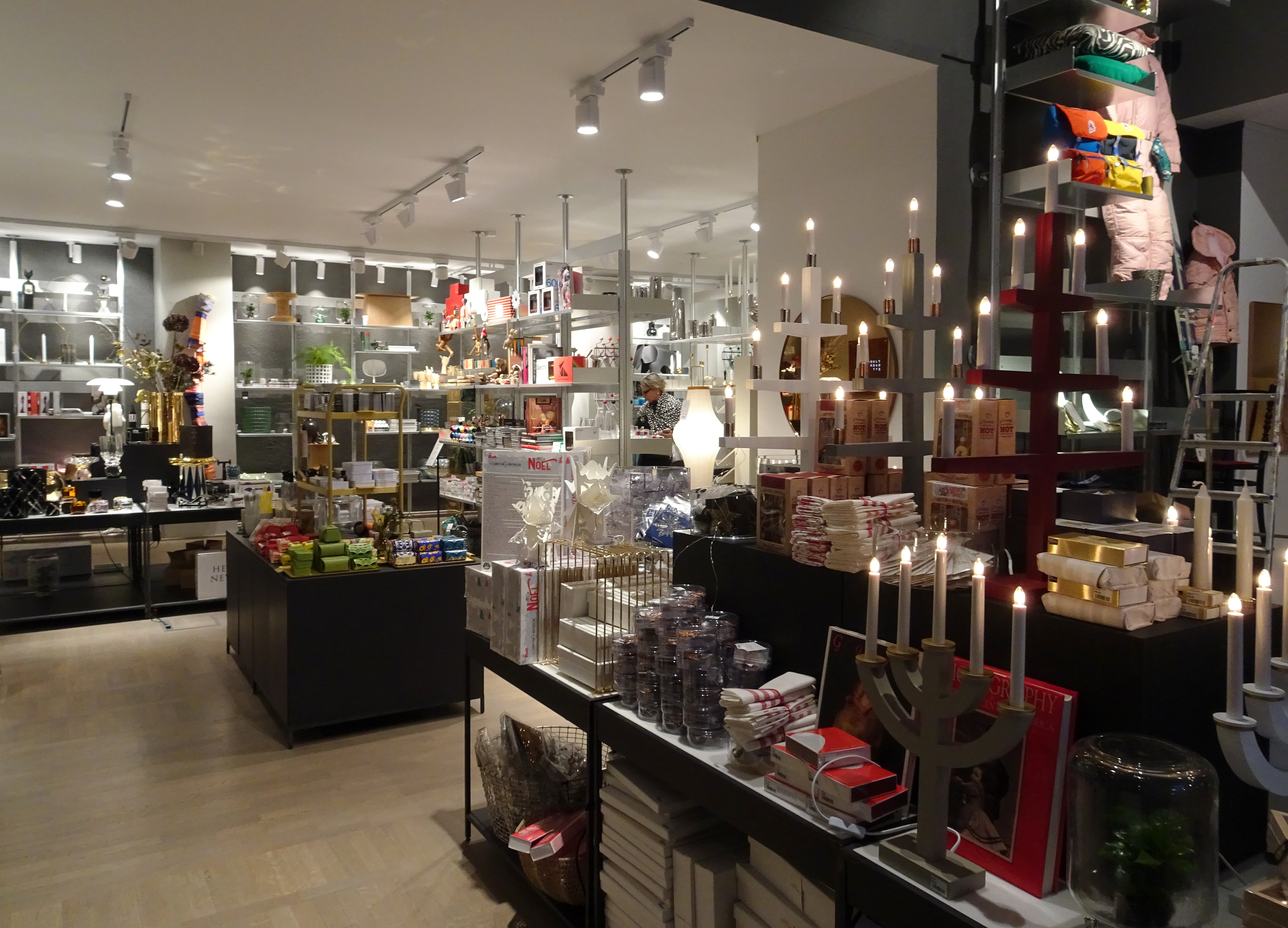
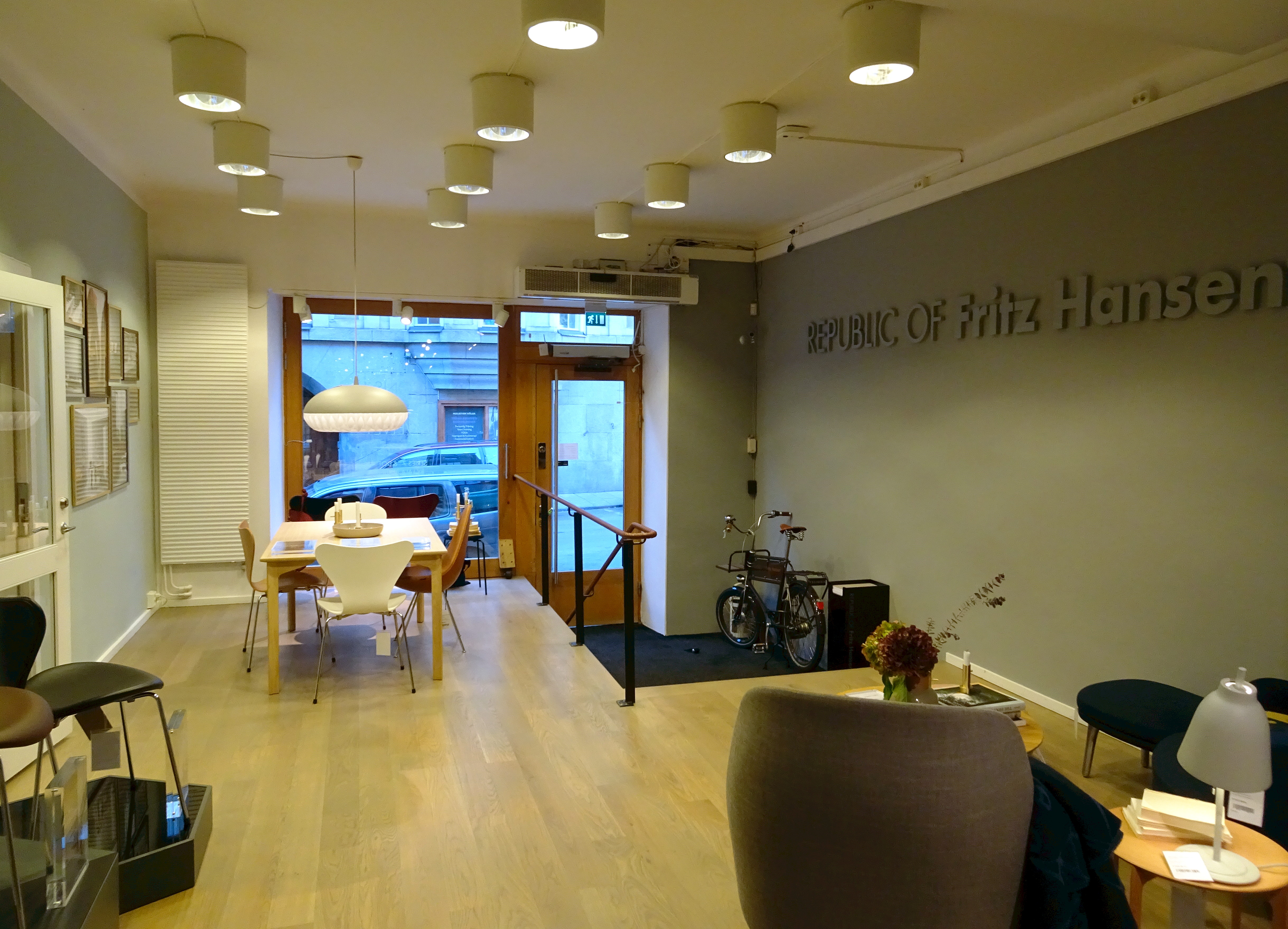